# Клейтон (футболист, 2003)
Кле́йтон Санта́на дос Са́нтос (порт.-браз. Cleiton Santana dos Santos, более известный, как Клейтон порт. Cleiton; род. 25 апреля 2003, Баия) — бразильский футболист, защитник клуба «Фламенго».

## Клубная карьера
Клейтон — воспитанник клубов «Каньян» и «Фламенго». 27 января 2022 года в поединке Лиги Кариока против «Португезы» игрок дебютировал за основной состав последних. 9 октября в матче против «Куябы» он дебютировал в бразильской Серии A.